# Bathylaco nigricans
Bathylaco nigricans ist ein Tiefseefisch, der circumglobal in allen wärmeren Weltmeeren vorkommt.

## Merkmale
Bathylaco nigricans wird maximal 34 cm lang und ist von schwarzer bis dunkelbrauner Farbe, wobei der Kopf, dessen Länge 24,5 bis 32,5 % der Standardlänge beträgt, teilweise noch dunkler ist. Der Kopf ist schuppenlos, im Querschnitt rund und endet in einer stumpfen Schnauze. Die gut entwickelten Augen befinden sich auf der vorderen Kopfhälfte über dem Oberkiefer. Ihr Durchmesser beträgt 3,8 bis 10 % der Standardlänge, das Verhältnis ändert sich mit dem Wachstum. Der horizontale Durchmesser ist etwas größer als der vertikale. Die vorderen Nasenöffnungen sind rund, die hinteren gebogen. Die Kiemendeckelknochen sind sehr dünn und weich. Bathylaco nigricans hat relativ große Cycloidschuppen. Die Rückenflosse beginnt kurz hinter der Körpermitte, die Afterflosse unter dem hinteren Teil der Rückenflosse. Bei beiden Flossen sind die ersten beiden Flossenstrahlen deutlich kürzer als die übrigen. Die Bauchflossen sitzen unter dem Vorderende der Rückenflosse, die kleinen Brustflossen setzen tief an, etwas vor einer gedachten vertikalen Linie am Ende des Kiemendeckels. Die Seitenlinie folgt weitgehend den seitlichen Mittellinien des Körpers. Das Skelett ist nur wenig verknöchert, was typisch für Tiefseefische ist. Eine Schwimmblase und Leuchtorgane fehlen.
- Flossenformel: Dorsale: 0/17–22; Anale: 0/11–12; Pectorale: 6–11; Ventrale: 6–9; Caudale: 10 + 9 Hauptflossenstrahlen.
- Schuppenformel: SL 45–48; QR 11–12.
- Wirbel: 41–42.
- Branchiostegalstrahlen: 9–10.
- Kiemenreusenstrahlen auf den ersten Kiemenbögen 11–17.
- Pylorusschläuche 6–12.

## Lebensweise
Bathylaco nigricans lebt küstennah in den tropischen und subtropischen Regionen aller Weltmeere meso- und bathypelagisch in Tiefen von 450 bis 4400 Metern, meist zwischen 1750 und 2200 Metern. Wegen der gut entwickelten Augen, der großen Maulspalte, der zahlreichen zugespitzten Zähne und der kleinen Kiemenreusenstrahlen kann man davon ausgehen, dass Bathylaco nigricans ein schnell schwimmender Raubfisch ist. Wahrscheinlich ist Bathylaco nigricans ovipar, Hermaphroditismus wurde nicht festgestellt. Die Larven sind pelagisch.
Zu den Fressfeinden von Bathylaco nigricans zählt der Schwarze Degenfisch (Aphanopus carbo).